# Zalew Leźnicki
Zalew Leźnicki – sztuczny zbiornik wodny zlokalizowany w Leźnicy Wielkiej (powiat zgierski, województwo łódzkie).

## Położenie i parametry

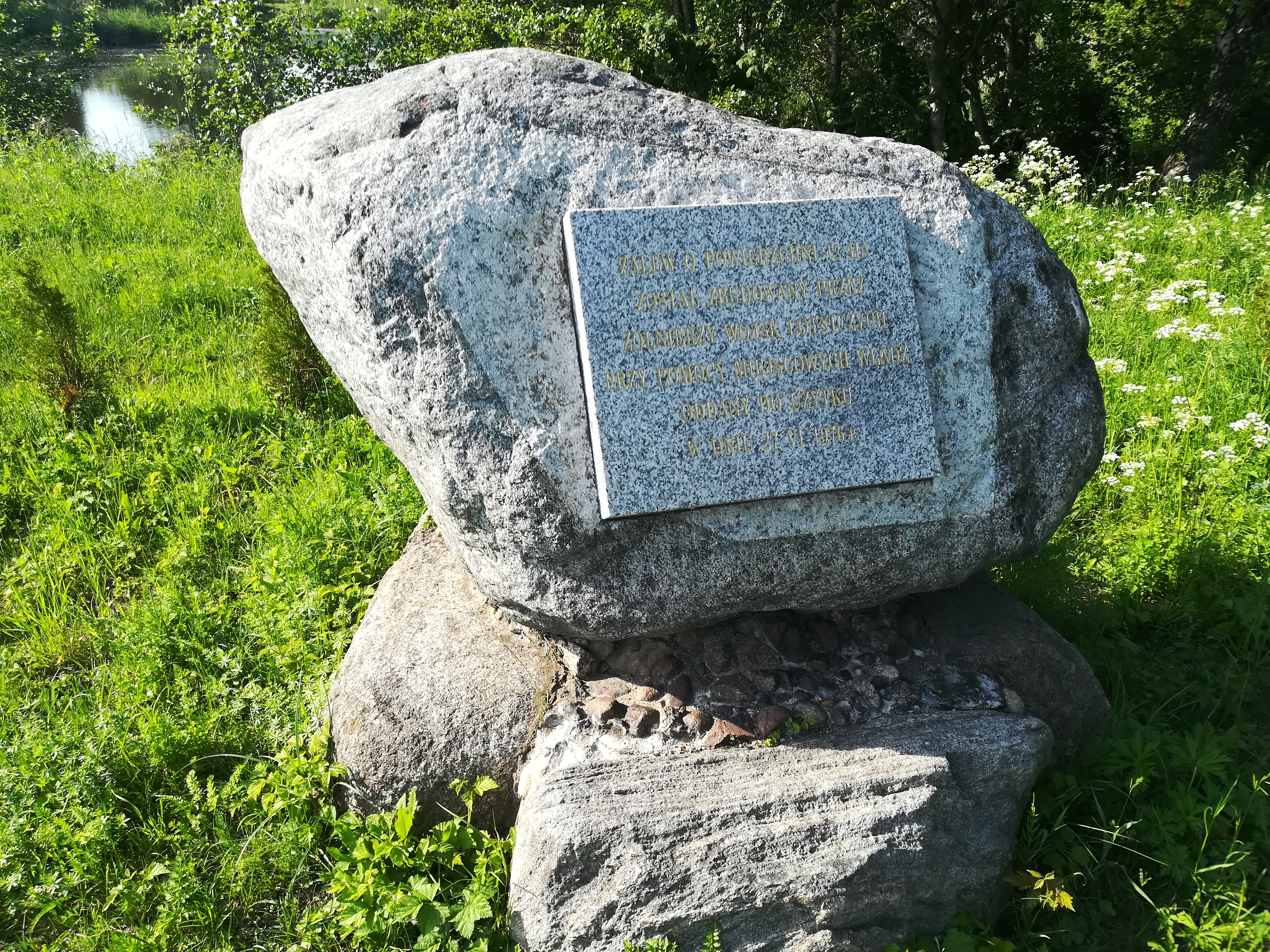
Głaz upamiętniający budowniczych

Akwen położony jest w dolinie Gnidy (prawobrzeżnego dopływu Neru) na osi północny zachód–wschód i ma powierzchnię około 15 hektarów. Pozostałe jego parametry to: długość – niecałe 1100 metrów, maksymalna szerokość – 140 metrów, pojemność – 130.000 m³, położenie – 113,10 m n.p.m. W centrum wschodniej części zalewu położona jest podłużna, w dużej mierze zadrzewiona wyspa o długości 280 metrów i szerokości 40-45 metrów.   

## Historia
Zalew został zbudowany przez żołnierzy wojsk lotniczych związanych z lotniskiem w Leźnicy Wielkiej przy współudziale władz lokalnych na podstawie uproszczonej dokumentacji. Oddano go do użytku 27 czerwca 1976. Powstał w wyniku przegrodzenia doliny Gnidy w kilometrze 3+100. Do zapory czołowej przylega grobla o długości 250 metrów. W korpusie zapory czołowej umieszczono żelbetowy mnich piętrzący, dwa przelewy awaryjne z bystrzami, a także rurociągi odprowadzające wodę pod lokalną drogą z wylotem do rzeki w dolnej części. Niska jakość wykonania budowli hydrotechnicznych i długoletnia eksploatacja doprowadziła do ich zaniedbania i dekapitalizacji, co było przyczyną podtopień okolicznych obszarów. Ze względu na swój stan zbiornik nie budził też zainteresowania rekreacyjnego lokalnej ludności. W maju 2010, po intensywnych opadach, wody z Gnidy i okolicznych pól przepełniły zbiornik i doszło do ich przelania przez koronę budowli piętrzącej. Doszło wówczas do uszkodzenia konstrukcji grobli przy mnichu, a także przelewów awaryjnych i częściowego rozmycia wałów. Zalew przestał pełnić funkcję przeciwpowodziową.  
Katastrofa doprowadziła do podjęcia decyzji o remoncie obiektu przez gminę Parzęczew. Mocno wyeksploatowany mnich oraz przelewy awaryjne z bystrzami zostały zastąpione przez zmodernizowaną budowlę upustową z pionowym szybem żelbetowym o wysokości 3,20 metra. Udrożniono też koryto Gnidy poniżej upustu (wcześniej było nadmiernie zarośnięte roślinnością trawiastą). Wyremontowano też część zapory czołowej i boczną groblę. Prace zakończono w październiku 2011.   

## Turystyka
Od strony Leźnicy Wielkiej-Osiedla funkcjonuje plaża. Po wschodniej stronie zbiornika stoi głaz z tablicą upamiętniającą budowniczych zalewu. Po zaporze przebiegają szlaki rowerowe: Ziemi Parzęczewskiej i Ziemi Poddębickiej. W Leźnicy Wielkiej znajduje się zabytkowy kościół św. Jakuba Apostoła.